# Dạng thức (điện thoại di động)
Dạng thức (tiếng Anh: form factor) của điện thoại di động là kích thước, hình dạng và kiểu dáng cũng như bố cục và vị trí của các thành phần chính.

## Với một phần không di chuyển

### Thanh
Một thanh (tiếng Anh: bar), còn được gọi là phiến (slab), khối (bock), thanh kẹo (candybar) có hình dạng của một hình khối, thường có các góc và/hoặc các cạnh tròn. Tên này bắt nguồn từ sự tương đồng thô với một thanh sô cô la về kích thước và hình dạng. Dạng thức này được sử dụng rộng rãi bởi nhiều nhà sản xuất, chẳng hạn như Nokia và Sony Ericsson. Điện thoại thông minh dạng thanh thường có màn hình và bàn phím trên một mặt. Sony đã có một mẫu điện thoại ' Mars Bar ' CM-H333 nổi tiếng vào năm 1993.

#### Thanh bàn phím
Đây là các biến thể của các điện thoại dạng thanh có bàn phím QWERTY đầy đủ ở mặt trước. Mặc dù về mặt kỹ thuật, chúng giống như một chiếc điện thoại thông thường, nhưng bàn phím và tất cả các nút bấm làm cho chúng trông khác nhau đáng kể. Các thiết bị như thế này đã phổ biến từ giữa đến cuối những năm 2000, nhưng sau đó đã mất đi sự phổ biến. Dòng BlackBerry từ Research In Motion (RIM) đặc biệt phổ biến và có ảnh hưởng trong danh mục này.

### Cục gạch
"Cục gạch" (brick) là một thuật ngữ tiếng lóng hầu như luôn được sử dụng để chỉ những chiếc điện thoại hình chữ nhật lớn, lỗi thời, điển hình là những thiết bị đầu tiên có pin lớn và thiết bị điện tử. Những chiếc điện thoại đời đầu như Motorola DynaTAC đã bị thay thế bởi những mẫu nhỏ hơn mới có khả năng di động cao hơn nhờ ăng ten nhỏ hơn và bộ pin mỏng hơn.
Tuy nhiên, "cục gạch" gần đây đã được áp dụng cho các mẫu điện thoại cũ hơn, bao gồm các dạng thức không phải thanh (lật, trượt, xoay, v.v.) và thậm chí cả điện thoại màn hình cảm ứng sớm, do kích thước và sự thiếu đi tính năng tương đối của chúng so với các dòng điện thoại hiện tại trên thị trường.
Thuật ngữ "cục gạch" cũng đã mở rộng ra ngoài điện thoại thông minh để bao gồm hầu hết các thiết bị điện tử tiêu dùng không hoạt động, bao gồm bảng điều khiển trò chơi, bộ định tuyến hoặc thiết bị khác, do cấu hình sai nghiêm trọng, firmware bị hỏng hoặc sự cố phần cứng, không thể hoạt động được nữa, do đó, về mặt công nghệ nó hữu ích như một cục gạch. Thuật ngữ này xuất phát từ hình dạng hình khối mơ hồ của nhiều thiết bị điện tử (và nguồn cung cấp năng lượng có thể tháo rời của chúng) và gợi ý rằng thiết bị chỉ có thể hoạt động như một vật thể vô hồn, hình vuông, chặn giấy hoặc chặn cửa. Thuật ngữ này thường được sử dụng như một động từ. Ví dụ: "Tôi đã là cái máy chơi nhạc MP3 của mình trở thành cục gạch khi tôi cố gắng sửa đổi firmware của nó." Nó cũng có thể được sử dụng như một danh từ, ví dụ: "Nếu nó bị hỏng và bạn áp dụng bằng fastboot, thiết bị của bạn trở thành một cục gạch." Trong cách sử dụng phổ biến của thuật ngữ này, "trở thành cục gạch" cho thấy rằng thiệt hại nghiêm trọng đến mức khiến thiết bị vĩnh viễn không thể sử dụng được.

### Slate
Slate là một dạng thức điện thoại thông minh có ít hoặc không có nút bấm vật lý, thay vào đó dựa vào màn hình cảm ứng và bàn phím trên màn hình. Điện thoại màn hình cảm ứng thương mại đầu tiên là điện thoại cục gạch, IBM Simon Personal Communicator, phát hành năm 1994. iPhone, được phát hành vào năm 2007, phần lớn chịu trách nhiệm về ảnh hưởng và thành tựu của thiết kế này vì nó hiện đang được hình thành.
Một số thiết kế "slate" khác thường bao gồm LG New Chocolate (BL40) hoặc Samsung Galaxy Round, được làm cong.

#### Phablet
Phablet hoặc smartlet là tập hợp con của slate / màn hình cảm ứng. Là một từ ghép của các từ điện thoại (phone) và máy tính bảng (tablet), phablet là một loại thiết bị di động được thiết kế để kết hợp hoặc đứng giữa kích thước của một chiếc điện thoại di động dạng slate cùng với một máy tính bảng. Phablet thường có màn hình có kích thước (theo đường chéo) lớn hơn 5,3 inch và lớn hơn đáng kể so với hầu hết các điện thoại thông minh cao cấp thời bấy giờ (ví dụ như smartlet Samsung Galaxy Note II so với điện thoại thông minh Samsung Galaxy SIII), phải 5,2 inch hoặc nhỏ hơn được gọi là điện thoại thông minh, mặc dù nhỏ hơn đáng kể so với máy tính bảng (phải từ 7 inch trở lên mới được coi là như vậy).

#### Đa màn hình
Đa màn hình (multi-screen) về cơ bản là dạng thức slate, nhưng với hai màn hình cảm ứng.
Một số có màn hình nhỏ riêng biệt phía trên màn hình chính, LG V10 và LG V20.
Các dạng thức đa màn hình khác có màn hình ở cả hai bên của điện thoại. Trong trường hợp của Yotaphone và Siam 7X, chúng có màn hình cảm ứng bình thường ở mặt trước, nhưng ở mặt sau là màn hình e-ink, cho phép sử dụng các vỏ bảo vệ theo kiểu tương tự như đọc sách.
Sự hiện diện của camera trước để chụp ảnh tự sướng là một tính năng thiết yếu trong điện thoại thông minh, tuy nhiên, rất khó để đạt được màn hình không viền như xu hướng trong những năm 2010 sau này. Nubia X, Nubia Z20 và Vivo NEX Dual Display đã giải quyết điều này khi kết hợp việc sử dụng camera chính và màn hình thứ hai nhỏ hơn phía sau, loại bỏ camera trước.

### Taco
Dạng thức taco được phổ biến bởi Nokia N-Gage, được phát hành năm 2003. Nó được biết đến rộng rãi như là taco nhựa cho hình dạng taco của nó và đặt micrô ở bên cạnh thiết bị, khi một người nói chuyện với micro, sẽ xuất hiện khi ăn taco. Các model khác bao gồm Nokia 3300 và Nokia 5510.
- N-Gage QD
- Nokia 5510

### Thiết bị đeo

#### Điện thoại đeo

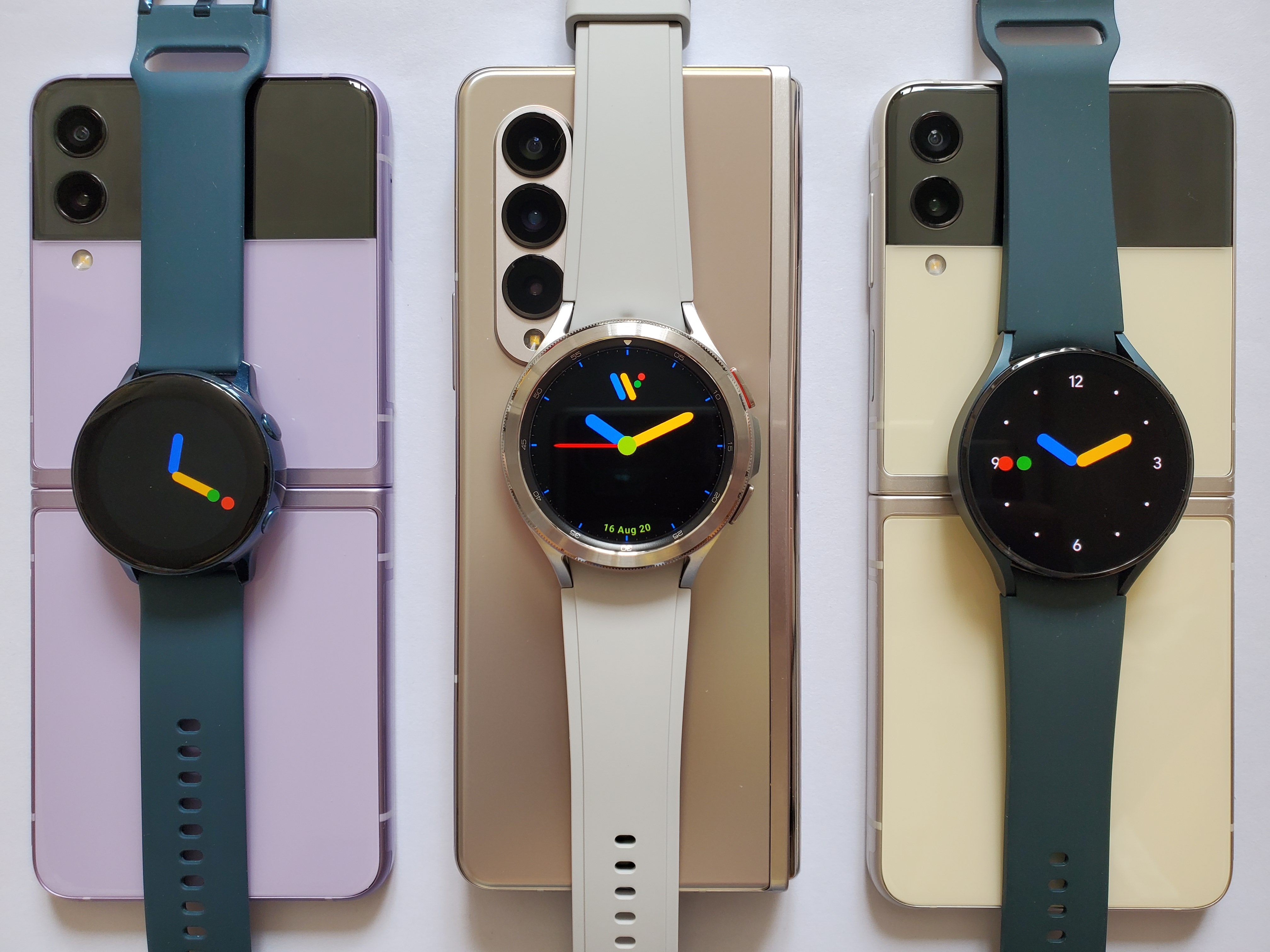
Đồng hồ thông minh

Một điện thoại thông minh ở dạng đồng hồ đeo tay thường được gọi là điện thoại đồng hồ.

### Màn hình bao quanh
Xiaomi tiết lộ Mi MIX Alpha, một điện thoại thông minh có màn hình bao quanh gần như toàn bộ thân máy, chỉ bị gián đoạn ở phần sau bởi một cột chứa camera. Phần mặt sau của màn hình có thể được sử dụng làm kính ngắm cho ảnh tự chụp và băng video.

### Màn hình cho camera ẩn
LG, Oppo, Samsung, Apple, Xiaomi, ZTE và VinSmart đều đã nghiên cứu công nghệ Camera ẩn dưới màn hình cho phép các thiết bị điện tử thông minh có thể hiển thị toàn vẹn màn hình trong khi vẫn có camera để chụp ảnh.

## Với các phần di chuyển

### Lật
Điện thoại lật (flip) hoặc vỏ sò (clamshell) bao gồm hai hoặc nhiều phần được nối với nhau bằng bản lề, cho phép điện thoại để lật mở sau đó gấp đóng để trở thành nhỏ gọn hơn. Khi lật mở, màn hình và bàn phím điện thoại có sẵn. Khi tắt máy, điện thoại trở nên nhỏ hơn và dễ mang theo hơn so với khi mở ra để sử dụng.
Motorola đã từng là chủ sở hữu của một nhãn hiệu cho thuật ngữ điện thoại nắp gập (flip phone), nhưng thuật ngữ điện thoại nắp gập đã trở nên phổ biến và được sử dụng thường xuyên hơn so với vỏ sò (clamshell) trong bài phát biểu thông tục. Motorola là nhà sản xuất điện thoại nắp gập nổi tiếng StarTAC vào những năm 1990, cũng như RAZR vào giữa những năm 2000. Cũng có những chiếc điện thoại "gập xuống" (flip down), như dòng Motorola MicroTAC và cũng được sử dụng rộng rãi bởi Ericsson.
Vào năm 2010, Motorola đã giới thiệu một loại điện thoại nắp gập khác với điện thoại thông minh Backflip của mình. Khi đóng, một bên là màn hình và một bên là bàn phím QWERTY vật lý. Bản lề nằm trên một cạnh dài của điện thoại thay vì cạnh ngắn và khi lật ra, màn hình nằm phía trên bàn phím.
Một hình thức lật khác thường đã được nhìn thấy trên chiếc điện thoại sang trọng Serene, một sự hợp tác giữa Samsung và Bang & Olufsen.
Vỏ sò đã được sử dụng làm chung cho dạng thức này. Điện thoại lật được dùng để chỉ các điện thoại mở trên trục dọc. Khi điện thoại vỏ sò biến mất khỏi thị trường, các điều khoản một lần nữa trở nên rõ ràng.
Vào giữa những năm 2000, các thiết kế "lật" đã đạt đến đỉnh điểm và rồi sau đó xuống dốc, được thay thế bằng thiết kế trượt (slider), và rồi sau đó lại bị thay thế hoàn toàn bởi điện thoại thông minh với thiết kế slate.

#### Màn hình cảm ứng đôi
Vào tháng 4 năm 2011, Kyocera International đã phát hành điện thoại thông minh Kyocera Echo với hai màn hình 3,5 ". Màn hình chính của điện thoại có thể nằm trên màn hình thứ hai, giảm kích thước của nó. Vào tháng 11 năm 2017, ZTE đã công bố Axon M. Các màn hình có thể gập lại để có hai màn hình hướng về phía trước hoặc một màn hình hướng về phía trước và một phía sau. Kích thước màn hình kết hợp là 6,75 inch khi mở ra. Màn hình thứ hai cho phép camera đơn của Axon M có thể quay cả về phía sau và phía trước, cũng như đóng vai trò là chân đế hoặc chân máy.

#### Màn hình gập
Do những tiến bộ trong công nghệ màn hình, kể từ những năm 2010, màn hình OLED có thể được sản xuất trên đế bằng nhựa dẻo . Kính không còn cần thiết, cho phép màn hình được cuộn, uốn cong và gấp lại. Điều này cho phép tạo ra các dạng thức mới trong điện thoại di động. Vào tháng 9 năm 2017, Samsung đã xác nhận một loạt điện thoại thông minh có thể gập lại mới. Vào tháng 11 năm 2018, có tiết lộ rằng điện thoại Samsung Fold  với kích thước màn hình kết hợp là 7.4 inch. Các nhà sản xuất khác, như Huawei và Xiaomi cũng đã công bố điện thoại có màn hình có thể gập lại.

#### Máy ảnh lật
Asus, với chiếc điện thoại thông minh Zenfone 6, đã  thực hiện toàn bộ mặt trước màn hình, đặt trước từ camera selfie chuyên dụng, nhờ camera chính được đặt trong mô-đun lật có động cơ, xoay 180 độ để lấy nét phần trước.

### Thanh trượt
Một thanh trượt (slider) thường bao gồm hai, nhưng đôi khi nhiều hơn, các phần trượt qua nhau trên đường ray. Hầu hết các điện thoại nắp trượt có phân đoạn hiển thị chứa màn hình của thiết bị, trong khi một phân khúc khác chứa phím hoặc bàn phím và trượt ra để sử dụng. Mục tiêu của dạng thức trượt là cho phép người vận hành tận dụng bàn phím hoặc bàn phím vật lý đầy đủ, mà không phải hy sinh tính di động, bằng cách rút chúng vào điện thoại khi không sử dụng. Nhiều công ty khác nhau đã phát triển điện thoại thông minh trượt: Samsung có Corby và BlackBerry có Torch.
Siemens SL10 là một trong những điện thoại thông minh trượt đầu tiên vào năm 1999. Một số điện thoại có một thanh trượt tự động được tích hợp trong đó triển khai bàn phím. Nhiều điện thoại bật ra các phân đoạn bàn phím ngay khi người dùng bắt đầu trượt điện thoại ra. Các mẫu độc đáo là thanh trượt 2 chiều trong đó trượt lên hoặc xuống cung cấp các chức năng riêng biệt: Nokia N85 hoặc Nokia N95 là ví dụ về điều này.
Một phiên bản của dạng thức thanh trượt, thanh trượt bên hoặc thanh trượt QWERTY, sử dụng truy cập dọc của bàn phím ở đoạn dưới cùng. Dạng thức trượt bên chủ yếu được sử dụng để tạo điều kiện truy cập bàn phím nhanh hơn bằng cả hai ngón tay cái. Motorola Photon Q, Danger Hiptop, Sony Mylo và HTC Touch Pro là bốn ví dụ chính.
Một số thanh trượt khác thường cũng đã được tạo ra, chẳng hạn như Nokia 7280 được mô hình hóa giống như một thỏi son, hoặc Samsung SGH-F520 từ năm 2007 trượt hai chiều với bàn phím QWERTY.
Các thanh trượt thay thế dạng lật, vì chúng cho phép các nhà sản xuất đóng gói nhiều nút và tính năng bàn phím (đặc biệt là thanh trượt bên hoặc thanh trượt QWERTY) vào cùng một dạng thức, trong khi giao diện màn hình cảm ứng vẫn còn trong giai đoạn trứng nước. Vào cuối những năm 2000, các thiết kế "thanh trượt" đã đạt đến đỉnh điểm về sự phổ biến và suy giảm sau đó, được thay thế hoàn toàn bởi các dạng thức slate với giao diện cảm ứng được phát triển tốt. Vào năm 2015, BlackBerry Limited (trước đây là RIM) đã phát hành BlackBerry Priv, điện thoại nắp trượt chính đầu tiên trong vài năm (dựa trên Android, không phải hệ điều hành Blackberry mà họ đã bán cho đến nay).
Như năm 2018, các nhà sản xuất đang cố gắng phát triển điện thoại thông minh không viền, là khó khăn lớn nhất của sự hiện diện của camera trước và cảm biến nhận dạng khuôn mặt, trong khi hầu hết các thương hiệu mở rộng hiển thị trạng thái thực sự bảo tồn một lỗ (notch), một số rời khỏi cách tiếp cận đó trở lại yếu tố dạng trượt, trong các model như Xiaomi Mi Mix 3, Huawei Honor Magic 2  và Lenovo Z5 Pro.

#### Camera bật lên
Các điện thoại như Oppo Find X  và Vivo Nex  ẩn camera trước trong thân thiết bị trong các mô-đun bật lên (pop-up) được cơ giới hóa để tạo mặt trước không bị che khuất hoàn toàn bởi màn hình mà không bị cắt bỏ trong khi vẫn giữ camera phía trước có thể lên khi có yêu cầu. Vivo V15 Pro  và Centric S1  cũng đi kèm với cơ chế bật lên cho camera selfie.

### Xoay
Một điện thoại xoay (swivel) bao gồm nhiều, thường là hai, các phân đoạn, xoay qua nhau về một trục đối xứng (hầu hết thời gian). Việc sử dụng hệ số dạng xoay có các mục tiêu tương tự như thanh trượt, nhưng dạng thức này ít được sử dụng rộng rãi. Các mẫu là, LG U900 + 960 + V9000, Motorola Flipout + V70 + V80, Nokia 7370, Siemens SK65, Samsung Juke + Samsung SGH-X830 và Sony Ericsson S700i + W600. Một vài cách hiện thực, mà không dùng trục đối xứng, đã cho ra mắt các điện thoại như Nokia 3250 và Oppo N1, với các thành phần xoay được: bàn phím, và camera chính.
- Nokia 3250, với bàn phím xoay được
- Oppo N1, với camera chính xoay được, có thể sử dụng làm camera selfie khi xoay.

### Hỗn hợp
Một số điện thoại di động sử dụng nhiều hơn một dạng thức, chẳng hạn như Nokia N90, Philips 968, Sharp SX862, Samsung SGH-P910, Amoi 2560, Samsung Alias hoặc Panasonic FOMA P900iV, sử dụng cả trục xoay và trục lật.
Các ví dụ khác bao gồm Sierra Wireless Voq kết hợp một thanh kẹo với bàn phím "lật mặt"; dòng Nokia Communicator sử dụng cả thanh kẹo và vỏ sò với bàn phím QWERTY; hoặc Siemens SK65 là một thanh kẹo xoay với bàn phím QWERTY.
Chiếc điện thoại không viền Samsung A80  chỉ có camera phía sau được đặt trong một mô-đun cơ giới, sử dụng kết hợp thanh trượt và xoay, chúng đạt được góc quay về phía trước để sử dụng cho selfie.